# Houghton, Iowa
Houghton är en ort i Lee County i Iowa. Vid 2010 års folkräkning hade Houghton 146 invånare.